# Carrie (Vorname)
Carrie [ˈkæɹ.i], [ˈkɛɹ.i] ist ein weiblicher Vorname.

## Herkunft und Bedeutung
Beim Namen Carrie handelt es sich um eine Koseform von Caroline, seltener auch von anderen Namen, die mit Car- beginnen.

## Verbreitung
Der Name Carrie zählte im ausgehenden 19. und beginnenden 20. Jahrhundert zu den beliebtesten Mädchennamen der USA. Im Jahr 1915 verließ er die Top 100 der Vornamenscharts. Obwohl die Beliebtheit des Namens weiterhin sank, blieb der Name geläufig. Nachdem der Name im Jahr 1950 mit Rang 241 einen Tiefpunkt in den Vornamenscharts erreicht hatte, stieg seine Popularität wieder an. 1968 trat er erneut in die Hitliste der 100 beliebtesten Mädchennamen ein. In den Jahren 1976 und 1977 belegte er Rang 28, blieb damit jedoch leicht hinter seiner einstigen Beliebtheit zurück. Danach sank die Popularität des Namens stark. Möglicherweise besteht ein Zusammenhang mit dem Erscheinen des gleichnamigen Horrorfilmes. Im Jahr 1986 verließ er die Top 100 der Vornamenscharts. Seit 2008 findet er sich nicht mehr unter den 1000 meistgewählten Mädchennamen des Landes.
Ein ähnliches Bild zeigt sich in Kanada. Hier zählte der Name von 1967 bis 1983 zu den 100 beliebtesten Mädchennamen. Mit Rang 34 erreichte der Name den Höhepunkt seiner Popularität im Jahr 1977.
In Schottland zählte er von 1978 bis 1982 zu den Top 100 der Vornamenscharts und belegte im Jahr 1980 mit Rang 57 seine höchste Platzierung in der Hitliste. In England und Wales zählte er noch bis 1998 zu den 500 beliebtesten Mädchennamen. Die letzte Platzierung unter den 1000 meistgewählten Mädchennamen der Landesteile erreichte der Name im Jahr 2010.

## Varianten
Neben Carrie existieren die Schreibweisen Cari, Carry und Karrie.
Für weitere Varianten: Siehe Karla#Varianten und Karl#Varianten

## Namensträger
- Carrie Belle Adams († 1940), US-amerikanische Organistin, Sängerin, Dirigentin und Komponistin
- Carrie Brownstein (* 1974), US-amerikanische Musikerin, Schauspielerin, Autorin, Regisseurin und Komikerin
- Carrie E. Bullock (1887–1962), US-amerikanische Krankenschwester und Präsidentin der NACGN
- Carrie Chapman Catt (1859–1947), US-amerikanische Frauenrechtlerin
- Carrie Coon (* 1981), US-amerikanische Schauspielerin
- Carrie Crowley (* 1964), irische Schauspielerin und ehemalige Fernsehmoderatorin
- Carrie Dann (1932–2021), US-amerikanische Umweltaktivistin und Indianerin
- Carrie Derick (1862–1941), kanadische Botanikerin, Genetikerin, Wissenschaftsautorin und erste kanadische Professorin
- Carrie Dobro (* 1957), amerikanische Schauspielerin
- Carrie Fisher (1956–2016), US-amerikanische Schauspielerin und Autorin
- Carrie Genzel (* 1971), kanadische Schauspielerin
- Carrie Henn (* 1976), US-amerikanische Kinderdarstellerin
- Carrie Ann Inaba (* 1968), US-amerikanische Tänzerin, Schauspielerin, Sängerin und Choreographin
- Carrie Johnson (* 1988), britische politische Aktivistin, Naturschützerin und Ehefrau von Boris Johnson
- Carrie Keagan (* 1980), US-amerikanische Moderatorin, Schauspielerin sowie Fernseh- und Filmproduzentin, -regisseurin und Drehbuchautorin
- Carrie Kennedy (1862–1915), US-amerikanische Modeschöpferin
- Carrie Lam (* 1957), chinesische Beamtin und Politikerin
- Carrie Lester (* 1981), australische Triathletin
- Carrie P. Meek (1926–2021), US-amerikanische Politikerin
- Carrie Mitchum (* 1965), US-amerikanische Schauspielerin
- Carrie Morrison (1888–1950), britische Anwältin
- Carrie-Anne Moss (* 1967), kanadische Schauspielerin, Filmproduzentin und ehemaliges Model
- Carrie Nation (1846–1911), US-amerikanische Frauenrechtlerin
- Carrie Neely († 1938), US-amerikanische Tennisspielerin
- Carrie Newcomer (* 1958), US-amerikanische Singer-Songwriterin
- Carrie Ng (* 1963), chinesische Schauspielerin
- Carrie Perrodo (* 1951), französische Milliardärin und Geschäftsfrau
- Carrie Pickles (1904–1984), britische Turnerin
- Carrie Prejean (* 1987), US-amerikanisches Model
- Carrie Preston (* 1967), US-amerikanische Schauspielerin und Filmregisseurin
- Carrie Pringle (1859–1930), schottische Opernsängerin (Sopran)
- Carrie Rodriguez (* 1978), mexikanisch-US-amerikanische Singer-Songwriterin
- Carrie Russell (* 1990), jamaikanische Bobfahrer- und Sprinterin
- Carrie Schreiner (* 1998), deutsche Automobilrennfahrerin
- Carrie Babcock Sherman (1856–1931), Second Lady der Vereinigten Staaten
- Carrie Smith (1941–2012), US-amerikanische Jazz- und Bluessängerin
- Carrie Snodgress († 2004), US-amerikanische Schauspielerin
- Carrie Steinseifer (* 1968), US-amerikanische Schwimmerin
- Carrie Tubb (1876–1976), englische Oratorien-, Konzert- und Opernsängerin (Sopran)
- Carrie Underwood (* 1983), US-amerikanische Countrysängerin
- Carrie Vaughn (* 1973), US-amerikanische Romance-Autorin
- Carrie Mae Weems (* 1953), US-amerikanische Medienkünstlerin